# Парламентские выборы в Ботсване (2019)
Парламентские выборы в Ботсване прошли 23 октября 2019 года вместе с местными выборами для избрания 57 депутатов Национального собрания. День выборов был объявлен выходным днём.

## Предвыборная обстановка
После парламентских выборов 2014 года в парламенте Ботсваны образовалось две оппозиционных фракции: Зонтик за демократические перемены (альянс Ботсванского национального фронта, Ботсванского движения за демократию и Ботсванской народной партии) и Партия конгресса. В феврале 2017 года Партия конгресса вошла в альянс Зонтик за демократические перемены, что в результате объединило все оппозиционные парламентские партии. Однако в октябре 2017 года был образован Альянс за прогрессивизм под руководством Ндабы Гаолате, отделившийся от Ботсванского движения за демократию. В октябре 2018 года Ботсванское движение за демократию было исключено из альянса Зонтик за демократические перемены после того как БДД отказалось представлять своих кандидатов в округах, которые были изначально выделены для партии.

## Избирательная система
Национальное собрание парламента Ботсваны состоит из 63 депутатов. Из них 57 депутатов избираются в ходе всеобщего голосования в одномандатных округах по системе относительного большинства. Ещё четыре депутата назначаются правящей партией. Кроме этого, президент и генеральный прокурор являются членами парламента в силу занимаемой ими должности.
Избирать имеют право граждане Ботсваны, достигшие 18 лет и постоянно проживавшие в стране не менее 12 месяцев до начала регистрации. Кандидаты должны быть гражданами Ботсваны не моложе 21 года, уметь достаточно хорошо говорить и читать по-английски, чтобы принимать участие в парламентских дебатах.
В сентябре 2018 года предлагалось ввести в избирательный закон электронное голосование и повысить взнос за номинирование, но, однако, предложения были отклонены.

## Результаты
|                                                                          |                                     |         |       |      |       |  |  |  |  |
| Партия                                                                   | Партия                              | Голосов | %     | Мест | +/–   |  |  |  |  |
|                                                                          | Демократическая партия Ботсваны     | 405 719 | 52,77 | 38   | +1    |  |  |  |  |
|                                                                          | Зонтик за демократические перемены  | 279 594 | 36,37 | 15   | –3    |  |  |  |  |
|                                                                          | Альянс за прогрессивизм             | 36 482  | 4,75  | 1    | новая |  |  |  |  |
|                                                                          | Ботсванский патриотический фронт    | 32 797  | 4,27  | 3    | новая |  |  |  |  |
|                                                                          | Ботсванское движение за демократию  | 2219    | 0,29  | 0    | –2    |  |  |  |  |
|                                                                          | Реальная альтернативная партия      | 145     | 0,02  | 0    | новая |  |  |  |  |
|                                                                          | Независимые                         | 11 860  | 1,54  | 0    | 0     |  |  |  |  |
|                                                                          | Назначенные и ex officio            | –       | –     | 6    | –     |  |  |  |  |
| Недействительных/пустых бюллетеней                                       | Недействительных/пустых бюллетеней  |         | –     | –    | –     |  |  |  |  |
| Всего                                                                    | Всего                               | 768 816 | 100   | 63   | 0     |  |  |  |  |
| Зарегистрированных избирателей/Явка                                      | Зарегистрированных избирателей/Явка | 924 709 |       | –    | –     |  |  |  |  |
| Источник: The Voice Архивная копия от 24 октября 2019 на Wayback Machine |                                     |         |       |      |       |  |  |  |  |